# Municipio de Cuitláhuac
El municipio de Cuitláhuac es uno de los 212 municipios en que se encuentra dividido el estado mexicano de Veracruz. Ubicado al centro del territorio del mismo, su cabecera es la población de Cuitláhuac.

## Geografía
El municipio se encuentra localizado en el centro del estado de Veracruz, en la región de las Montañas. Tiene una extensión territorial de 150 087 kilómetros cuadrados que equivalen al 0.2 % de la extensión total del estado. Sus coordenadas geográficas extremas son 18°42′ - 18°51′ de latitud norte y 96°28′ - 96°47′ de longitud oeste, y su altitud va de un mínimo de 140 a un máximo de 500 metros sobre el nivel del mar.
El municipio de Cuitláhuac limita al norte con el municipio de Atoyac, el municipio de Paso del Macho y el municipio de Carrillo Puerto; al este con el municipio de Cotaxtla, al sur con el municipio de Tierra Blanca, el municipio de Omealca y el municipio de Cuichapa y al oeste con el municipio de Yanga.

## Demografía
De acuerdo a los resultados del Censo de Población y Vivienda de 2020 realizado por el Instituto Nacional de Estadística y Geografía, la población total del municipio de Oluta asciende a 28 075 personas, de las que 14 565 son mujeres y 13 510 son hombres.
La densidad poblacional es de 175 habitantes por kilómetro cuadrado.

### Localidades
El municipio incluye en su territorio un total de 92 localidades. Las principales, considerando su población del censo de 2020 son:
| Localidad                  | Población |
| Total Municipio            | 28 075    |
| Cuitláhuac                 | 14 304    |
| San Francisco (Mata Clara) | 2 302     |
| El Maguey                  | 1 412     |
| San José de Abajo          | 1 381     |
| Mata Naranjo (El Nanche)   | 1 133     |

## Política

### Representación legislativa
Para la elección de diputados locales al Congreso de Veracruz y de diputados federales a la Cámara de Diputados federal, el municipio de Cuitláhuac se encuentra integrado en los siguientes distritos electorales:
Local:
- Distrito electoral local de 17 de Veracruz con cabecera en Paso del Macho.[4]

Federal:
- Distrito electoral federal 13 de Veracruz con cabecera en Huatusco.[5]

### Presidentes Municipales
- Ambrosio Borbonio Ane (2011-2013)
- José René Saldaña Urueta (2014-2017)
- Santiago Gregorio Morales Rendón (2018-2021)
- Martín Rico Martínez (2022-2025)